# Castell d'Orrit
El  Castell d'Orrit era el castell medieval, d'època romànica, del poble d'Orrit, pertanyent al terme municipal de Tremp, dins de l'antic terme de Sapeira. Les seves restes estan situades dalt de tot del turó que domina aquest poble, actualment abandonat.
Per la seva situació estratègica, en el marge esquerre de la Noguera Ribagorçana i just on comença, pel sud, el congost de Sopeira, o del Pas d'Escales, aquest castell fou molt important a l'alta edat mitjana i, en canvi, entrà en decadència a partir de l'any 1000, sobretot quan d'altres castells més grans i moderns, més adequats per a l'organització feudal es dreçaren en aquestes valls. El d'Orrit fou clarament substituït en la seva funció pel de Sapeira.
Orrit fou centre d'un pagus, un tipus d'organització territorial heretat de l'administració romana, i que pervisqué almenys fins a darreries del segle ix; segons els documents, vers el 871 aquest títol ja no té caràcter territorial ni polític, però el continuen utilitzant fins al 968, pel cap baix.
Sovint es contraposa el pagus d'Orrit al terme de la Terreta, just al nord. És possible que Orrit fos una avançada de marca, fronterera, mentre que la Terreta ja era una zona interior, perfectament organitzada dins del comtat de Pallars.
El territori d'Orrit comprenia la seva vall i llocs de les valls més properes, i es pot establir una relació entre Orrit i els territoris d'influència eclesiàstica del monestir d'Alaó, molt proper, a l'altra banda de la Noguera Ribagorçana.
A partir del segle xi Orrit perd influència, i en comença la decadència. Al llarg de l'edat mitjana estigué en mans de branques de les principals famílies pallareses, però només s'ha trobat un personatge, Ramon Gerbert d'Orrit que utilitzés aquest cognom, l'any 1090. En els pactes matrimonials de Ramon VI de Pallars Jussà amb el seu sogre Arnau Mir de Tost, vassall del Comte d'Urgell, que havia conquerit tota la Conca Dellà, es determinà que el castell d'Orrit, amb el seu terme i pertinences, quedés en mans de Valença, filla del segon i muller del primer.
Aquest castell, com el de Sapeira, havia estat sovint motiu de discòrdies entre els dos comtes pallaresos, fins que el 1072 Artau I de Pallars Sobirà definí Areny de Noguera i Orrit com a territoris de Ramon VI de Pallars Jussà. Al segle xiii Orrit consta en poder dels Erill, com la major part de l'antic terme de Sapeira. Ja al xiv, Orrit passà per diverses mans, en qualitat de penyora reial, fins que després de pertànyer als Mur, es troba unit al territori de Talarn. Encara va anar passant per altres mans, però el 1632 el trobem encara dins del territori del Comtat d'Erill, títol que havia assolit en aquell moment l'antiga baronia d'aquest nom. Se sap, però, que al segle xv pertanyé directament a la corona.
El 1831, dins del Corregiment de Talarn, consta el castell i vall d'Orrit en mans de la família Garcia.
Del castell, en queda poca cosa. Pràcticament només la base d'una torre quadrada i dos dipòsits excavats a la roca. La torre feia entre 4,1 m. i 4,75 m de costat, amb murs fets amb carreus regulars i petits o d'altres de rectangulars més llargs, formant rengleres molt regulars i units amb morter de calç (habitualment disposats horitzontalment, llevat d'alguns que ho són de forma vertical). D'un dels angles arrenca cap a llevant una paret de 140 cm de gruix, que devia correspondre a una sala. Tot aquest conjunt és datable ja al segle xi.
Els dipòsits excavats a la roca són, versemblantment, anteriors, i podrien pertànyer al castellot carolingi, que, en bona part, podia estar fet de fusta. Al costat dels dipòsits es veuen clarament forats i encaixos per a inserir-hi estructures de fusta.